# Peridontopyge demangei
Peridontopyge demangei är en mångfotingart som beskrevs av Pierrard. Peridontopyge demangei ingår i släktet Peridontopyge och familjen Odontopygidae. Inga underarter finns listade i Catalogue of Life.